# クレオパトラ・エウリュディケ
クレオパトラ・エウリュディケ（ギリシャ語：Κλεοπάτρα Ευρυδίκη、ラテン文字表記：Cleopatra Eurydice, ? - 紀元前336年）は、紀元前4世紀の古代マケドニア王フィリッポス2世の妃の一人で、マケドニア貴族アッタロスの姪。ピリッポス2世が最後に娶った7番目の妻。

## 生涯
クレオパトラは紀元前338年か337年にフィリッポスが娶った娘であり、妻としてエウリュディケの名を与えられた。フィリッポスは一夫多妻者であったが、重臣の縁者であるクレオパトラとの結婚は王妃オリュンピアスを大いに動揺させ、その子アレクサンドロス3世の王位継承権をおびやかした。
ユニアヌス・ユスティヌスとサテュロス (en) によれば、クレオパトラ・エウリュディケはフィリッポスとの子、女子エウローペー (en) と男子カラノスをもうけたとされる。
紀元前336年の国王フィリッポスの暗殺後、エウローペーとカラノスは王妃オリュンピアスに殺され、その後すぐにクレオパトラは自らの命を絶ったとも殺されたともいわれている。ピーター・グリーン (en) は、カラノスの死を命じたのはアレクサンドロスだが、エウローペーとクレオパトラの死はオリュンピアスの執念深さの結果によるものであると強く示唆している。